# Космічний пил

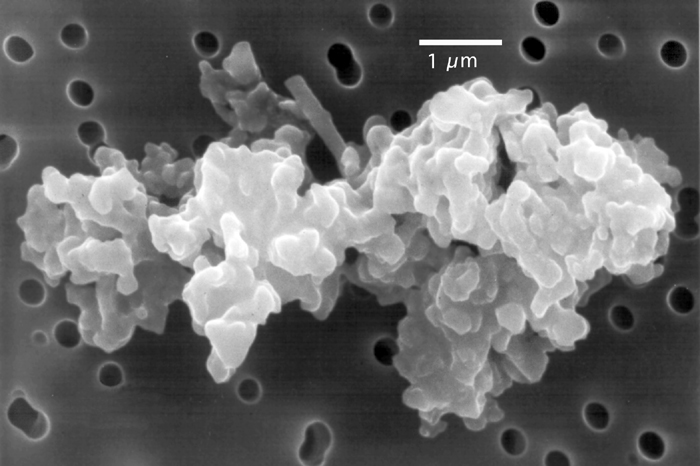
Частинка міжпланетного пилу з приблизно хондритним елементним складом

Космічний пил — пил, який знаходиться в космосі або прилетів з космосу на Землю. Розмір більшості частинок космічного пилу становить від кількох молекул до 0,1 мм. За розмірами ці частинки поділяють на мікрометеороїди (<30 мкм) і метеороїди (>30 мкм), а за астрономічним розташуванням — на міжгалактичний пил, міжзоряний пил, міжпланетний пил (як у зодіакальній хмарі) та навколопланетний пил (як у планетному кільці). Існує кілька методів дослідження космічного пилу.
За походженням пил Сонячної системи включає кометний пил, планетний пил (наприклад, з Марса), астероїдний пил, пил поясу Койпера та міжзоряний пил, що проходить через Сонячну систему і гравітаційно не пов'язаний з Сонцем. Щороку поверхні Землі досягають тисячі тонн космічного пилу. Щільність пилової хмари, крізь яку рухається Земля, становить приблизно 10−6 пилових частинок на м3.

## Методи дослідження
НАСА збирає зразки частинок космічного пилу в атмосфері Землі за допомогою пластинчастих колекторів під крилами стратосферних літаків. Зразки пилу також збирають з поверхневих відкладень на великих льодових масивах Землі (Антарктида та Гренландія/Арктика) і в глибоководних відкладеннях.
Космічний апарат Стардаст зібрав зразки міжзоряного пилу й доставив їх на Землю в 2006 році. Також детекторами космічного пилу були обладнані космічні місії HEOS 2, Геліос, Піонер-10, Піонер-11, Джотто, Улісс, Кассіні, PROBA, Розетта, Стардаст, New Horizons.
Поглинання і розсіювання світла космічним пилом дозволяє визначати властивості пилу та надає багатьом астрономічним об'єктам їхнього характерного вигляду. Існують різні типи туманностей з різними фізичними причинами та процесами: дифузна туманність, інфрачервона відбивна туманність, залишок наднової, молекулярна хмара, зона HII, область фотодисоціації, темна туманність.
Іншим механізмом виявлення космічного пилу є поляриметрія. Пилові частинки несферичні, вони орієнтуються в просторі під впливом міжзоряних магнітних полів і поляризують світло зір, яке проходить крізь пилові хмари. Наприклад, оптична поляриметрія була використана для визначення структури пилу всередині місцевої бульбашки, де поглинання недостатнє для дослідження пилу.
Метеорити містять тверді вогнетривкі частини окремих досонячних зерен. Їх розпізнають за екстремальним ізотопним складом, який може відповідати лише ізотопному складу зір на пізніх еволюційних стадіях. Ці зерна конденсувалися із зоряної матерії, коли вона охолоджувалася, покидаючи зорю.

## Властивості

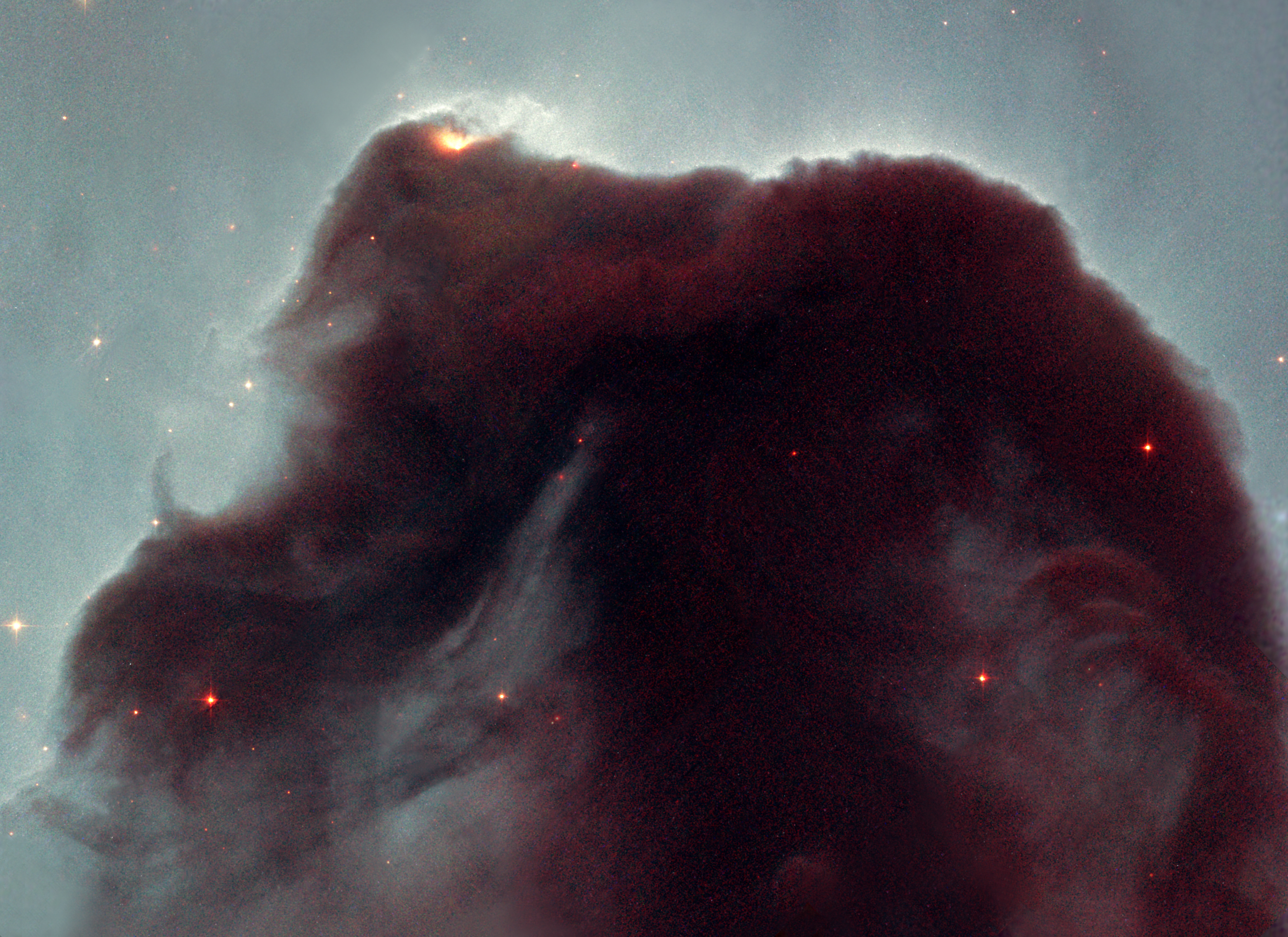
Космічний пил туманності Кінська Голова, виявлений космічним телескопом Габбла.

Більшу частину маси космічного пилу, що падає на Землю, складають метеороїди діаметром від 50 до 500 мікрометрів із середньою густиною 2,0 г/см3 (з пористістю близько 40 %).
У навколозоряному пилі астрономи знайшли ознаки CO, карбіду кремнію, аморфного силікату, поліциклічних ароматичних вуглеводнів, водяного льоду та поліформальдегіду. У дифузному міжзоряному середовищі є ознаки наявності силікатних і вуглецевих зерен. Астероїдний пил нагадує вуглецеві хондрити. Кометний пил нагадує міжзоряні зерна, які можуть включати силікати, поліциклічні ароматичні вуглеводні та водяний лід.
Великі зерна в міжзоряному просторі, ймовірно, містять тугоплавкі ядра, що сконденсувалися в речовині, що витікала з зір, навколо яких знаходяться більш леткі речовини, що сконденсувалися після потрапляння тугоплавких ядер в холодні щільні міжзоряні хмари. Чисельні моделювання показують, що ядра живуть набагато довше, ніж середній час життя маси пилу, який постійно перебуває в циклічному процесі зростання у хмарах та руйнування поза хмарами.
Космічний пил містить деякі складні органічні сполуки.
Оцінки щоденного притоку космічного пилу в атмосферу Землі коливаються від 5 до 300 тонн.